# ジム・オルーク (ミュージシャン)
ジム・オルーク（Jim O'Rourke、1969年1月18日 - ）は、アメリカ合衆国のミュージシャン。作曲家、プロデューサー、エンジニア、マルチ奏者。
姓の発音のより正確なカナ転写としてオロークの表記も可能。

## 人物
シカゴのアイルランド系の両親の元に生まれる。
大の親日家。自身のアルバムのジャケットイラストに、漫画家の友沢ミミヨを採用したこともある。アルバム『ユリイカ』のイラストは、恍惚とした表情の全裸の中年男性が小さな小さなウサギちゃんの顔を股間に押しつけているイラストであり、音楽のみならずジャケットの芸術性の面からも非常に印象に残る作品となっている。
手がける音楽はアヴァンギャルド・ジャズ、ノイズミュージック、エクスペリメンタルポップ/ロック、オルタナティヴ、ポストロック、映画音楽など非常に多岐に亘り、ジャンルを特定することは困難。
好きなアーティストとして、ジョン・フェイヒー、ヴァン・ダイク・パークス、デレク・ベイリー、武満徹、小杉武久、高柳昌行、メルツバウ、細野晴臣、加藤和彦、はちみつぱい、金延幸子、ハナタラシ、戸川純、若松孝二などを挙げている。
オルタナティヴ・ロックバンド「ソニック・ユース」、ノイズロックバンド「ガスター・デル・ソル」、「ドラッグ・シティ・スーパーセッション」に在籍。ソニック・ユースでの担当楽器はDebauchery(道楽)。
現在は様々なミュージシャンとセッションに加え、カフカ鼾、石橋英子ともう死んだ人たち、前野健太とソープランダーズなどのプロジェクトに参加。またジム・オルーク名義でのライブには、有名ミュージシャンをもじったネーミングのバックバンドとともに出演することが多い（レッド・ゼツリン、マエバリ・ヴァレンタイン、ガマン・ジルベルト、ジェファーソン台車など）。
スウェーデンのシンガーであるスティーナ・ノルデンスタムの熱狂的なファンで、過去に、自らスティーナをプロデュースしたいと何度か申し出たが、断られている。

## アーティストのプロデュース

### 日本のアーティスト
- Melt-Banana（メルト・バナナ）（スティーヴ・アルビニとともに1995年発売のアルバム『Scratch or Stitch』をプロデュースした[3]）
- チャットモンチー（2012年発売の『変身』収録曲中の2曲でレコーディング・エンジニアを担当した[4]）
- くるり（2000年発売の『図鑑』収録曲中の4曲をくるりと共にプロデュースした[5]）
- 坂田明（Polarisの坂田学や吉見征樹など総勢6人が参加した2005年の新宿ピットインでのライブを収録した『およばれ/テトロドトキシン』は、坂田明とジム・オルークの二人の作品として発売された[6][7]）
- 大友良英 （ライブなどで競演しており、大友は自身のバンドでジム・オルークの『ユリイカ』をカバーしている）
- サンガツ（2000年発売のアルバム『サンガツ』をプロデュースした）
- 朝日美穂 （アルバム『THRILL MARCH』を、その年のベスト・アルバムと某誌で評価しており『Classics』ではギターで参加）
- カヒミ・カリィ（アルバム『nunki』で数曲をプロデュース、その後2007年のライブツアーを一緒に行う）
- 若松孝二（2008年公開・若松孝二監督の映画『実録・連合赤軍』の音楽を、ジム本人たっての希望により担当。ジムは若松の映画をすべて観ており、若松映画の音楽をやりたくて日本語を学習した。2012年には若松監督作品『海燕ホテル・ブルー』の音楽も担当）
- Maher Shalal Hash Baz（アルバム『他の岬』のライブ・レコーディングにギターで参加）
- 牧野貴（牧野貴監督の映画『No is E』『Elements of Nothing』『The Seasons』の音楽を担当。『Elements of Nothing』は、2008年ロッテルダム国際映画祭で、タイガー・アワードにノミネートされた）
- 前野健太（2013年から前野健太とソープランダーズに参加[8]。同年発売のアルバム『オレらは肉の歩く朝』をプロデュースし、録音とミキシングも担当した[9]）
- 長谷川健一（2013年発売のアルバム『423』をプロデュース[10]）

その他にも多数。

### 欧米のアーティスト
- ウィルコ 『Yankee Hotel Foxtrot』(2002年)
- ウィルコ『A Ghost is Born』 (2004年)
- ファウスト 『Rien』 (1994年)
- Smog 『Red Apple Falls』 (1997年)
- John Fahey 『Womblife』 (1997年)
- スーパーチャンク 『Come Pick Me Up』 (1999年)
- ステレオラブ 『Cobra and Phases Group Play Voltage in the Milky Night』 (1999年) ※ジョン・マッケンタイアとともにおよそ半数ずつ
- Smog 『Knock Knock』 (1999年)
- The Aluminum Group 『Pedals』 (1999年)
- Sam Prekop 『Sam Prekop』 (1999年)
- ベス・オートン 『Comfort of Strangers』 (2006年)

## 出演など
- 『メモリーズ』（日本映画専門チャンネル、2009年6月） - 今村昌平監督の『赤い殺意』をリクエスト。
- 『新・平成歌謡塾』（BS朝日、2011年1月16日 ）- スペシャルレッスン生として四方章人から「矢切の渡し」の歌唱指導を受け、「日本語の情感をたっぷり表現できている」との評価を得た。
- 『FLAG RADIO』（α-STATION、2016年5月 - ）- 日本での初めてのレギュラー番組。同年4月から水曜日を坂本慎太郎（元 ゆらゆら帝国）[11]と月替わりで担当し、ジムは奇数月を担当。

## 年譜
- 2003年公開の映画『スクール・オブ・ロック』では音楽コンサルタントを務めた。
- 2006年夏に、音楽活動を休止して東京へ移住、映像と日本語の勉強を始める。
- 2008年からは、ルース・ファー、オソレザンといったプロジェクトで音楽活動を再開。
- 2012年、自身の楽曲を演奏するためのバックバンド「レッドゼツリン」を結成。
- 2015年、13年ぶりとなるボーカル・アルバム『シンプル・ソングズ』 をリリース。

## 主なディスコグラフィ

### ソロ・アルバム、EP
- Some Kind of Pagan (1989年)
- Secure on the Loose Rim (1991年)
- The Ground Below Above Our Heads (1991年)
- 『タンパー』 - Tamper (1991年)
- Disengage (1992年)
- Scend (1992年)
- 『リムーヴ・ザ・ニード』 - Remove the Need (1993年)
- Rules of Reduction (1993年)
- When in Vanitas... (1994年)
- Terminal Pharmacy (1995年)
- 『ハッピー・デイズ』 - Happy Days (1997年)
- 『バッド・タイミング』 - Bad Timing (1997年)
- 『ユリイカ』 - Eureka (1999年)
- 『ハーフウェイ・トゥー・ア・スリーウェイ』 - Halfway to a Threeway EP (1999年)
- 『インシグニフィカンス』 - Insignificance (2001年)
- 『アイム・ハッピー・アンド・アイム・シンギング・アンド・ア・1・2・3・4』 - I'm Happy and I'm Singing and a 1, 2, 3, 4 (2001年)
- Old News Volume 1 (2002年)
- Old News Volume 2 (2002年)
- 『みず の ない うみ』 - Mizu No Nai Umi (2005年)
- 『コロナ-東京リアリゼーション』 - Corona / Tokyo Realization (2006年) ※日本のみリリース。武満徹に捧げられている。
- 『ザ・ヴィジター』 - The Visitor (2009年) ※デレク・ベイリーに捧げられている。
- 『シンプル・ソングズ』 - Simple Songs(2015年)

## 映画等の映像関連の仕事
- 『実録・連合赤軍 あさま山荘への道程』 (2008年)
- 『海炭市叙景』 (2010年)
- 『海燕ホテル・ブルー』 (2012年)
- 『夏の終り』 (2013年)
- 『私の男』 (2014年)
- 『俺たち文化系プロレスDDT』 (2016年)
- 『満願 最終夜「満願」』 (2018年) ※テレビドラマ。NHK総合
- 『658km、陽子の旅』（2023年）